# Papilio hornimani
Espèce
Papilio hornimani est une espèce de lépidoptères (papillons) de la famille des Papilionidae. Cette espèce est présente au Kenya et en Tanzanie.

## Description
À l'avers les ailes sont noires. Les ailes antérieures portent une bande bleu-vert et deux macules de même couleur à l'apex. Les ailes postérieures sont dentelées et prolongées par des queues noires en forme de spatule. Elles portent une bande bleu-vert et une série de macules submarginales de même couleur. La femelle est un plus claire que le mâle et les ailes postérieures portent deux séries de macules submarginales.
Au revers, les ailes sont marron foncé. Les ailes antérieures portent des motifs plus clairs à l'apex ainsi qu'une série de macules submarginales de couleur crème. Les ailes postérieures portent des motifs complexes plus claires et une série de macules crème submarginales. Chez la femelle, les macules submarginales crème sont absentes et remplacées par une bande submarginale de même couleur que les motifs du reste de l'aile.
Le corps et la tête sont noirs et sont plus clairs en dessous.

## Écologie
La femelle pond ses œufs sur la plante-hôte. Cette espèce utilise comme plante-hôte des plantes des genres Teclea et peut-être Citrus. Les stades juvéniles sont mal connus, mais la chenille passe probablement par cinq stades avant de se transformer en chrysalide, et la chrysalide est probablement maintenue tête en haut par une ceinture de soie, comme chez les espèces proches.
Les adultes ont un vol puissant et se nourrissent du nectar des fleurs. Les mâles boivent dans des flaques de boue et semblent plus abondants que les femelles.

## Habitat et répartition
Papilio hornimani est présent au Kenya et en Tanzanie. L'espèce vit dans les forêts de montagne, de 300 à 2400 m d'altitude.

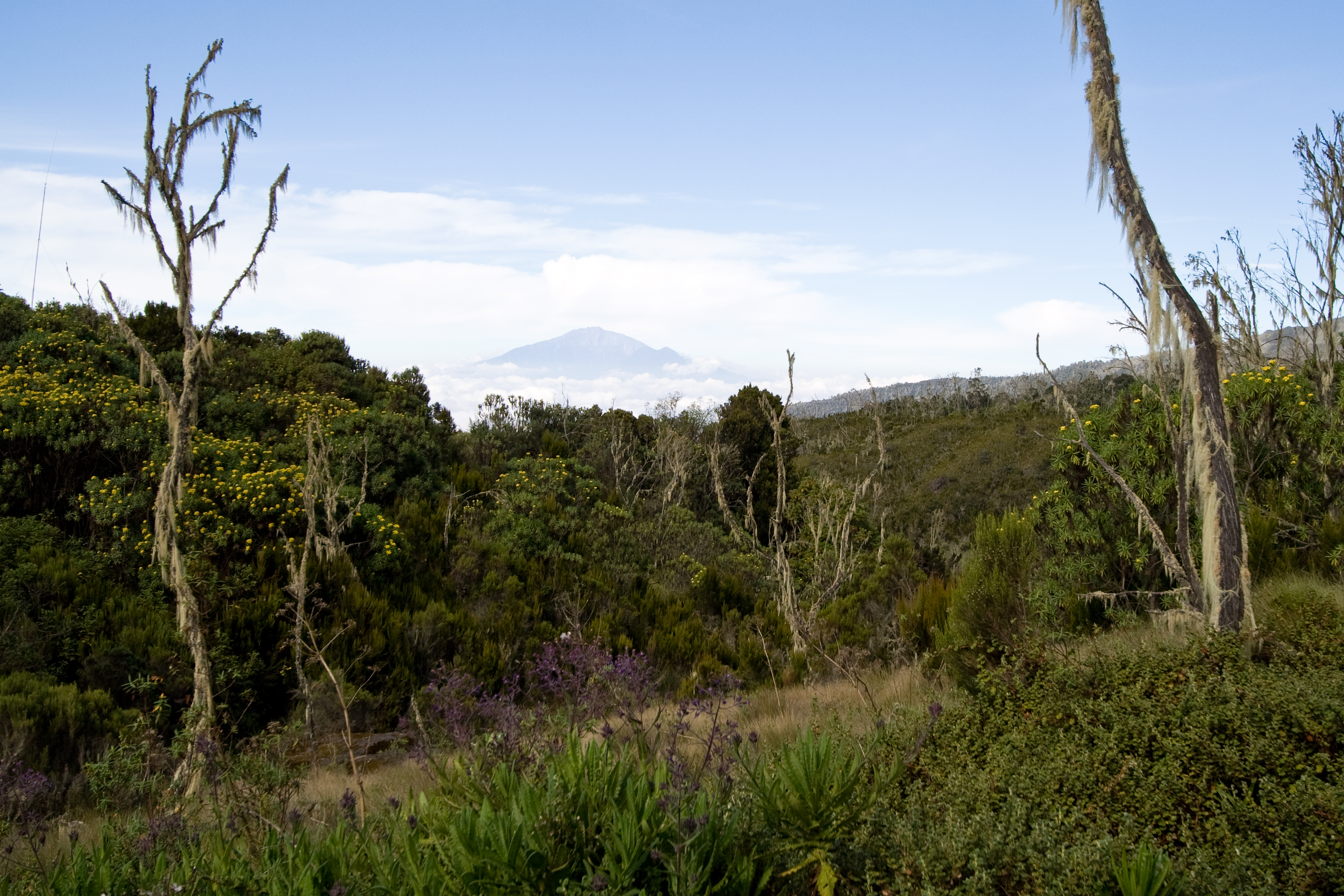
Forêt sur le Kilimandjaro
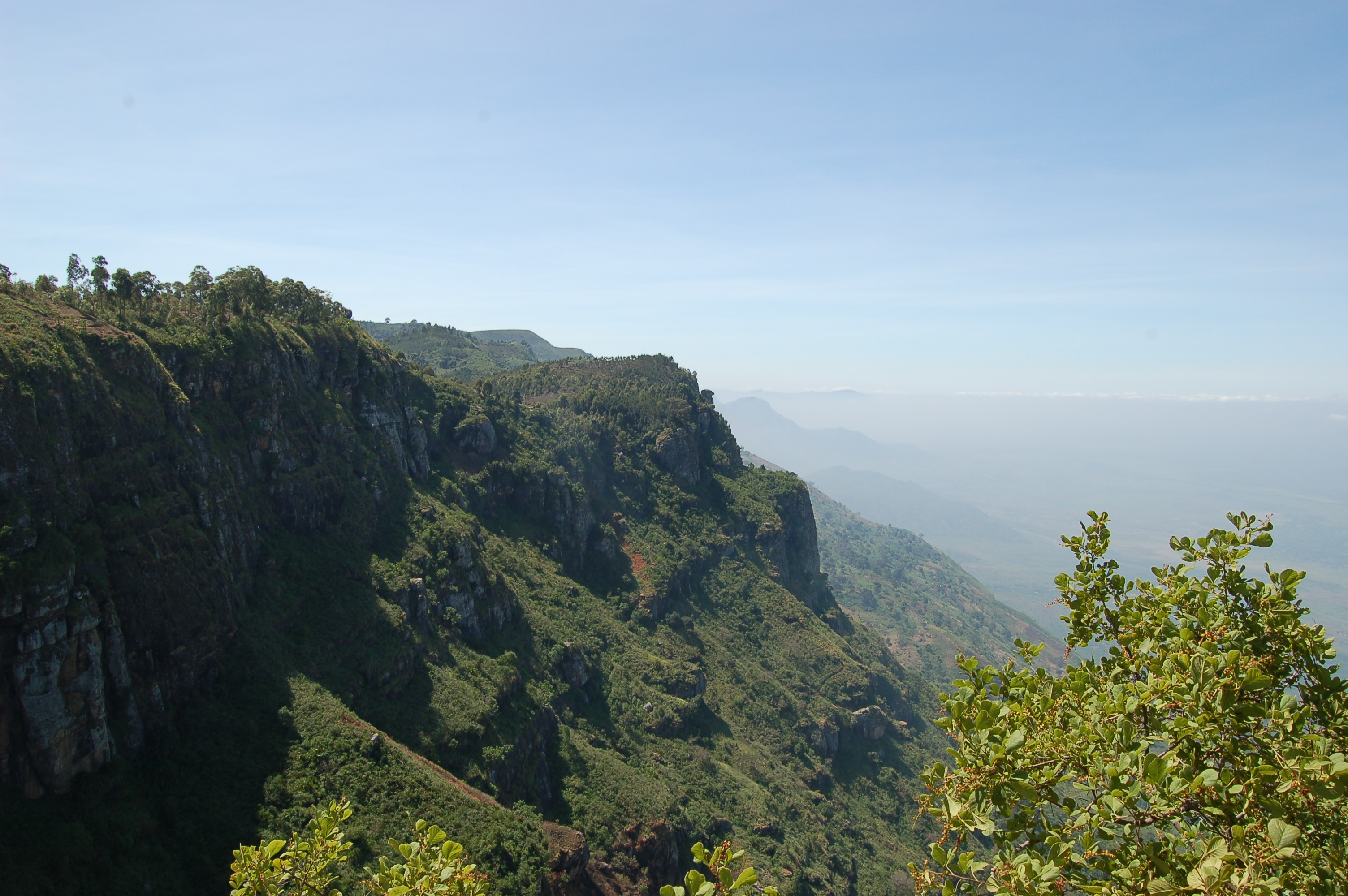
Monts Usambara, Tanzanie

## Systématique
L'espèce Papilio hornimani a été décrite pour la première fois en 1879 par l'entomologiste William Distant dans Proceedings of the general meetings for scientific business of the Zoological Society of London, à partir d'un spécimen récolté en Tanzanie, à Magila. Papilio hornimani appartient au groupe de Papilio nireus, qui comprend une quinzaine de Papilio africains.

### Sous-espèces[1]
- P. hornimani hornimani : sud-est du Kanya et Tanzanie (est et ouest des monts Usambaras, monts South Pare).
- P. hornimani mbulu : nord de la Tanzanie
- P. hornimani mwanihanae : sud-est de la Tanzanie

## Papilio hornimaniet l'Homme

### Nom vernaculaire
Papilio hornimani est appelé en anglais "Club-tailed Malachite", "Horniman's green-banded swallowtail" ou encore "Horniman's swallowtail".

### Menaces et conservation
Cette espèce n'est pas évaluée par l'UICN.